# Danny MacFayden
Daniel Knowles MacFayden (10 de junio de 1905-26 de agosto de 1972) fue un lanzador titular y suplente estadounidense en las Grandes Ligas. Desde 1926 hasta 1943, jugó para los Medias Rojas de Boston (1926-1932), los Yankees de Nueva York (1932-1934), los Rojos de Cincinnati (1935), los Bravos de Boston (1935-1939, 1943), los Piratas de Pittsburgh ( 1940) y los Senadores de Washington (1941). En una carrera de 17 temporadas, registró un récord de 132-159 con 797 ponches y un promedio de carreras limpias de 3.96 en 2706 entradas lanzadas. Su mejor temporada fue en 1936, cuando obtuvo 17 victorias con 86 ponches y una efectividad de 2.87, todos los mejores de su carrera.
Bateó y lanzó con la mano derecha. Su mejor lanzamiento fue una bola curva con el brazo lateral.
La conducta seria de MacFayden le valió el apodo de "Diácono Danny", aunque el periodista deportivo de New York World-Telegram, Dan Daniel, un duro crítico de su juego, lo llamó "Dismal Danny" cuando estaba con los Yankees.

## Primeros años
MacFayden nació en North Truro, Massachusetts, en Cape Cod. En 1920, su madre trasladó a la familia a Somerville, ubicada al otro lado del río Charles desde Boston. Su padre murió cuando él tenía cuatro años y se fueron a vivir con el hermano de su madre, Sarah, el contratista de obras Joshua Knowles. Su tío finalmente adoptó a Danny.
MacFayden fue capitán del equipo de béisbol de Somerville High School en 1923, un equipo que contaba con tres futuros jugadores de Grandes Ligas: MacFayden, Josh Billings y Shanty Hogan. El 7 de mayo de 1924, lanzando por Somerville contra Everett High, MacFayden ponchó entre 31 y 33 bateadores en 17 entradas y permitió solo cuatro hits. Perdió el juego 2-1.
Después de graduarse de Somerville High en 1924, asistió a la Academia de Hebron (Hebron, Maine) para prepararse para asistir a la universidad. Su madre quería que fuera a Dartmouth College. Regresaría a Hebron en la temporada baja de 1931-1932 para servir como entrenador de hockey de la escuela.
Jugó en la Boston Twilight League semiprofesional en los veranos de 1923 y 1924. En 1924 jugó para el equipo de la ciudad de Osterville en la Liga de Béisbol de Cape Cod (CCBL) y registró un récord de 9-2. Jugando junto a su compañero de equipo de Somerville High y futuro compañero de Grandes Ligas, Shanty Hogan, la pareja llevó a Osterville al título de liga. En 1925, MacFayden regresó al CCBL con los Commodores de Falmouth. Fue incluido en el Salón de la Fama CCBL en 2012.

## Medias Rojas de Boston
MacFayden fue contratado por el dueño de los Boston Red Sox, Bob Quinn, después de que lo vio lanzar en la Liga Crepúsculo. Decidió dejar de ir a Dartmouth porque una carrera profesional en el béisbol le ofrecía seguridad financiera, lo que le permitiría ayudar a su madre.
No jugó en las ligas menores, pero se fue directo a los Medias Rojas, haciendo su debut el 25 de agosto de 1926 contra los Tigres de Detroit como relevista. Fue el primer lanzador de la Liga Americana en usar anteojos, que corrigieron la miopía.
Después de una temporada más de relevo, MacFayden hizo su primera apertura contra el legendario Walter Johnson de los Senadores de Washington el 4 de septiembre de 1926. Perdió 5-1, lanzando un juego completo. En 1928, fue el lanzador del Día Inaugural de los Boston Red Sox, haciendo su debut en la temporada en el Estadio Griffith en Washington D. C. con otro nativo de Nueva Inglaterra, el presidente Calvin Coolidge. Ganó 7-5.
En sus cinco años con los Medias Rojas, fue un lanzador relativamente mediocre con un equipo pésimo, aunque lideró la liga con cuatro blanqueadas en 1928, un año en el que tuvo marca de 10-18 con efectividad de 3.62. En 1932, después de ir 1–10 al comenzar la temporada, fue cambiado a los Yankees de Nueva York por los lanzadores Ivy Andrews y Hank Johnson y $ 50,000 en efectivo. Ambos lanzadores estaban en la lista de lesionados en ese momento, pero el intercambio parecía desequilibrado a favor de los Medias Rojas. La especulación era que el dueño de los Yankees, Jacob Ruppert, estaba tratando de mantener a MacFayden alejado de los equipos rivales.
Ruppert podría haber estado pensando en la actuación estelar de MacFayden contra los Yankees el 24 de mayo de 1929, el año en que lideró la liga en blanqueadas. En un juego que inició en Fenway Park, MacFayden blanqueó el famoso "Murderer's Row", lanzando un cuatro hits. Cargó las bases sin outs en una entrada, pero luego retiró al corazón de la orden, Lou Gehrig, Babe Ruth y Tony Lazzeri, ponchando tanto a Gehrig como a Lazzeri.

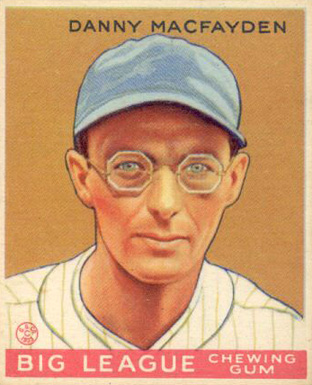
Tarjeta de béisbol Goudey de 1933 de MacFayden

## Yankees de Nueva York
En sus 17 juegos para los Bombarderos del Bronx en la temporada de 1932, 15 fueron aperturas y tuvo marca de 7-5 con efectividad de 3.93. Los Yankees, acompañados por los miembros del Salón de la Fama Babe Ruth, Lou Gehrig, Tony Lazzeri y Bill Dickey entre los jugadores de posición y los abridores del Salón de la Fama Lefty Gomez, Herb Pennock y Red Ruffing en el montículo, ganaron 107 juegos y barrieron a los Cachorros de Chicago en la Serie Mundial. Sin embargo, el roster de postemporada de los Yankees tenía solo seis lanzadores y MacFayden no era uno de ellos.
Nunca más volvería a ganar un banderín. Después de que los Yankees perdieran el banderín ante los Senadores en 1933, Dan Daniel del World-Telegram culpó a MacFayden, quien tenía una terrible efectividad de 5.88 como abridor y relevista, por el hecho de que Bronx Bomber no repitiera como campeón de la Liga Americana.
En el 34, los Yankees lo usaron nuevamente como abridor y relevista. Después de la temporada de 1934, los Rojos de Cincinnati lo compraron condicionalmente por $ 5,000 y $ 7,500 adicionales si optaban por quedarse con él después del 1 de junio de 1935. MacFayden le dijo a la prensa que estaba feliz de dejar el Bronx, ya que no le gustaba la forma en que el mánager Joe McCarthy (otro futuro miembro del Salón de la Fama) lo manejaba. MacFayden lanzó tanto por encima del hombro como por el brazo, alegando que su lanzamiento con el brazo era más efectivo, pero McCarthy dictó que sus lanzadores usaran un movimiento por encima del brazo.
Los Rojos lo devolvieron a los Yankees en junio de 1935 y lo pusieron en exenciones. MacFayden fue recogido del waiver wire por los Boston Braves, que pagó a los Yankees $ 4,000 por su contrato. MacFayden regresaba a su ciudad natal para jugar en otro equipo pésimo.

## De regreso a Boston
Jugaría cinco temporadas con el equipo de la Liga Nacional de Boston hasta el final de la temporada de 1939. El equipo, que era en parte propiedad de Bob Quinn, el ex propietario de los Medias Rojas que firmó por primera vez a MacFayden, comenzó a llamarse a sí mismo Boston Bees en 1936 en un intento por lograr que los fanáticos olvidaran su pésima actuación.
Irónicamente, sus primeras tres temporadas completas con los Boston Bees serían las mejores de su carrera. Un presagio de lo que estaba por venir ocurrió el 28 de septiembre de 1935, cuando MacFayden empató el récord de Dazzy Vance de 11 años de ponches en la Liga Nacional en un juego de nueve entradas cuando avivó a 15 bateadores de los New York Giants en un juego. El miembro del Salón de la Fama Vance también ponchó a 17 bateadores en un juego de 10 entradas en 1925.
MacFayden tuvo su mejor año en 1936. Su efectividad de 2.87 lo ubicó en el segundo mejor lugar en el circuito senior, que junto con su récord de 17-13 en un equipo que quedó sexto en una liga de ocho equipos con 71 victorias, le valió los votos para el Jugador Más Valioso. Quedó noveno en una votación encabezada por los lanzadores del Salón de la Fama Carl Hubbell de los New York Giants ganadores del banderín, el NLMVP, y el subcampeón Dizzy Dean de los St. Louis Cardinals, la dama de honor de ese año para el banderín de la Liga Nacional. Su efectividad de 2.93 y 2.95 en 1937 y '38 lo colocó en el Top 10 de la liga.
Según el amigo de la infancia de Charles Bukowski, Harold Mortenson, en la década de 1930, los dos jugaron un juego de béisbol intensivo en estadísticas similar a Strat-O-Matic que incluía dos dados y dos manuales que se comercializaba con el nombre de Danny MacFayden cuando estaba con Boston Bees.
Después de una temporada perdedora en 1939, los Bees lo cambiaron a los Piratas de Pittsburgh por el lanzador Bill Swift y dinero en efectivo. Para los Piratas, tenía marca de 5-4 con efectividad de 3.55, principalmente como relevista, pero la organización lo soltó después de la temporada de 1940 porque lo consideraban demasiado mayor a los 35 años. Los Senadores lo firmaron como agente libre, pero lo liberaron el 15 de mayo de 1941 después de que se fue de 0-1 con una efectividad de 10.59 en cinco juegos.
MacFayden finalmente regresó al campo de los Braves en julio de 1943 para un último hurra, dos años después de ser liberado por los senadores. Las demandas de mano de obra de la Segunda Guerra Mundial significaron que el béisbol de las Grandes Ligas estaba privado de talento en las Grandes Ligas. Se fue de 2-1 con una efectividad de 5.91, todos menos uno de sus diez juegos en relevo. Fue puesto en libertad por los Bravos en abril de 1944, antes del inicio de la temporada.

## Carrera posterior al béisbol
MacFayden continuó trabajando como entrenador de hockey en la Academia de Hebrón hasta principios de la década de 1940. También había trabajado en seguros en algunas temporadas bajas. Fue nombrado comisionado de béisbol amateur de Maine en el verano de 1942, el primer año que estuvo fuera del béisbol profesional desde que firmó con los Medias Rojas. Se convirtió en profesor en la Vermont Academy en octubre de 1943 y se convirtió en el entrenador de béisbol del equipo universitario en Bowdoin College en Brunswick, Maine en 1946. Ocasionalmente también fue entrenador de hockey en Bowdoin, y se retiró como entrenador en 1970.
El 26 de agosto de 1972, tras una larga enfermedad, falleció en el Hospital Brunswick. Tenía 67 años. Está enterrado en el cementerio 
Old North en su natal Truro, Massachusetts.

## Hitos
- Lideró la Liga Americana en blanqueadas (1929, cuatro).
- Terminó noveno en la votación al Jugador Más Valioso de la Liga Nacional (1936).
- El 28 de septiembre de 1935, ponchó a 15 bateadores de los Gigantes de Nueva York en un juego de nueve entradas, igualando el récord de la Liga Nacional de 1924 de Dazzy Vance.